# Meseta de Lasithi
La meseta de Lasithi (griego: Οροπέδιο Λασιθίου - Oropedio Lasithiou) es un municipio de la República Helénica perteneciente a la unidad periférica de Lasithi de la periferia de Creta.
El municipio abarca una meseta endorreica en el este de la isla de Creta, careciendo el término municipal de salida al mar. El municipio tiene un área de 130 km² y una población de 2387 habitantes en 2011. La capital municipal es Tzermiado.

## Comunidades
El municipio, creado por el plan Kapodistrias de 1997, no fue afectado por el plan Calícrates de 2011. Debido a ello, no se divide en unidades municipales sino directamente en once comunidades:
- Agios Georgios
- Agios Konstantinos
- Avrakontes
- Kaminaki
- Kato Metochi
- Lagoú
- Marmaketo
- Mesa Lasithi
- Plati
- Psychró
- Tzermiado